# Harems impériaux chinois

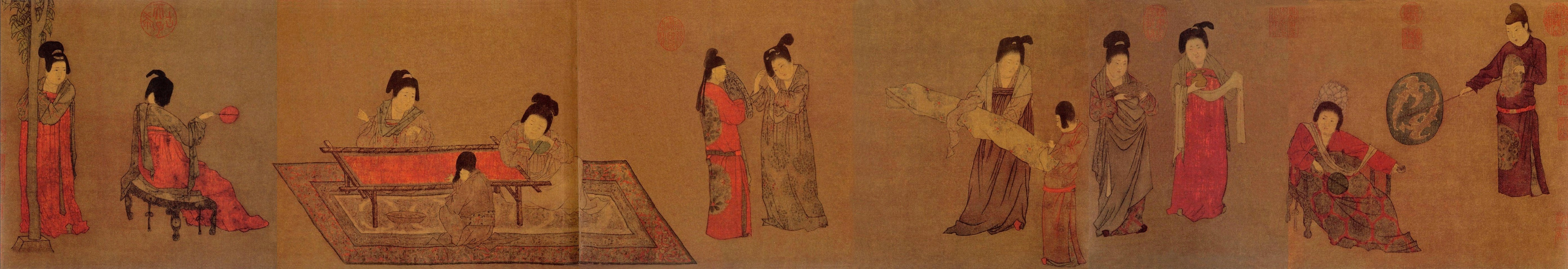
Les femmes dans le hougong de la dynastie Tang : concubines et femmes de chambre du palais, Zhou Fang, VIIIe siècle.

Le harem impérial (hougong) est la résidence des épouses des anciens monarques chinois (y compris les concubines), des jeunes filles du palais, des princes mineurs et des princesses célibataires, qui faisaient partie de la cour intérieure du palais. Parfois, il inclut également l'endroit où vivaient d'autres familles royales à proximité, telles que les princes héritiers, les filles et les parents des rois. Dans la culture populaire, l'expression "trois palais et six cours" est souvent utilisée pour désigner le hougong.
Pour maintenir la virginité des femmes dans le harem ou hougong, les hommes valides étaient interdits d'entrée. Les servantes, les filles du palais et les eunuques travaillaient à l'intérieur.
Dans les dynasties chinoises tardives, ces chambres étaient connues sous le nom de hougong (後宮 ; hòugōng, palais arrière ou cour intérieure). Les femmes qui vivaient dans le hougong d'un empereur se comptaient parfois par milliers. Dans de nombreuses périodes de l'histoire chinoise, les femmes du harem ont exercé divers degrés de pouvoir politique, comme Wu Zetian sous la dynastie Tang. En chinois, ce système polygame est appelé hougong zhidu (後宮制度; hòugōng zhìdù, système de palais arrière ou intérieur).
Les rangs des épouses impériales ont varié au cours de l'histoire de la Chine, mais ils sont restés primordiaux tout au long de l'histoire chinoise, en raison de leur importance dans la gestion de la cour intérieure et dans la succession impériale, qui classait les héritiers selon l'importance de leur mère en plus de leur strict ordre de naissance. Cependant, quelle que soit l'époque, il est courant de voir dans les traductions occidentales des textes chinois une simplification de cette hiérarchie, qui se trouve souvent réduite aux trois grades d'impératrice, de consorts et de concubines.

## Lieu

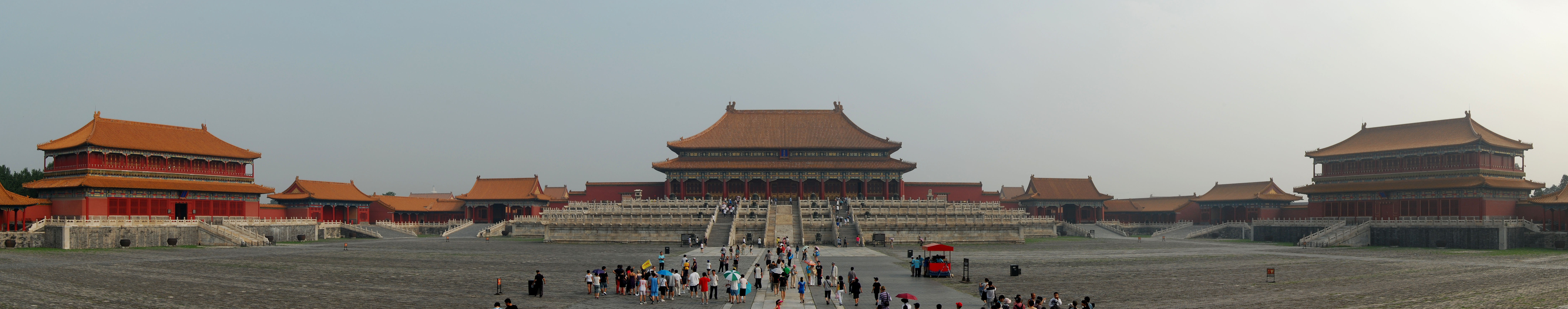
Panorama, Porte de l'Harmonie Suprême dans la Cité interdite, 2010

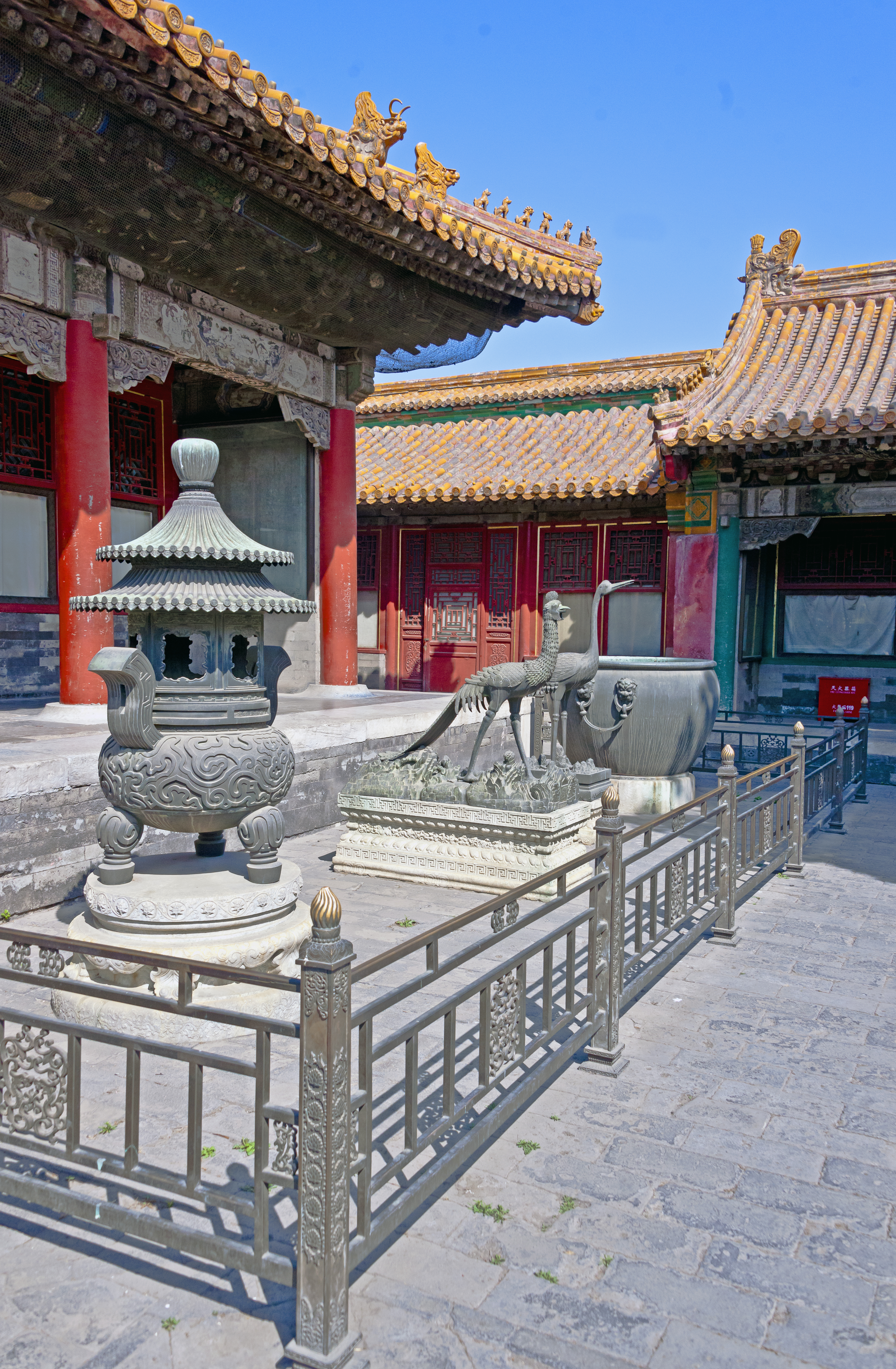
Palais Yikun où se trouve un harem, dans la Cité interdite

Dans la Cité interdite, le harem ou hougong était séparé de la cour extérieure par une succession de portes, à commencer par la Porte de l'Harmonie Suprême (Qiangqingmen) qui le séparait de la cour extérieure (Waichao) et des pavillons, à travers lesquels les femmes, dont l'impératrice, se déplaçaient par des axes parallèles secondaires.
Le hougong occupait les six palais occidentaux (西六宮 : Xī liù gōng), aussi appelés les « Trois Palais et Six Cours », et qui comprenait le Palais Chuxiu (儲秀宮 : Chǔ xiù gōng), le Palais Yikun (翊坤宮) : Yì kūn gōng), Palais Yongshou (永壽宮 : Yǒng shōu gōng), Palais Changchun (咸壽宫 : Zhǎngchūn gōng), Palais Xianfu (咸福宮 : Xián fú gōng) et Taiji Hall (太極殿 : Tàijí diàn).

## Origines ethniques des épouses
Si la plupart des épouses impériales sont d'origine Han, un nombre non négligeable d'entre elles sont originaires de pays voisins de la Chine ou d'ethnies non-Han vivant sur le sol chinois.
Une bonne partie de ces épouses arrivent à la Cour Impériale chinoise comme tribut humain offert à l'empereur de Chine par tel ou tel vassal. C'est ainsi que sous la dynastie Yuan, le royaume coréen de Goryeo envoie à la Cour du Grand Khan des tributs d'un montant extrêmement élevé, incluant des concubines coréennes,,,,,, la plus célèbre d'entre elles étant l'Impératrice Gi. Si les empereurs Yuan ont des concubines d'origine coréenne,,, ils ne sont pas les seuls. En effet, les fonctionnaires et les envoyés de la Cour des Yuan ont pris des concubines et des épouses en Corée alors qu'ils y étaient stationnés en pour préparer l'invasion du Japon. Le fait d'avoir une concubine coréenne devient alors à la mode au sein des élites de cette dynastie et avoir une épouse coréenne devient une marque de prestige. Une conséquence directe de cette mode est la propagation en Chine de la culture coréenne, ces femmes coréennes amenant avec elles leurs habitudes vestimentaires et culinaires. Mais si les relations Sino-Coréennes sont modifiées par l'arrivée des femmes coréennes en Chine, cela n'est pas toujours à l'avantage de la Corée, car dès que quelque chose de négatif arrive à leurs familles restées en Corée, les concubines coréennes des nobles Mongols n'hésitent pas à faire chanter le gouvernement coréen par l'intermédiaire de leurs maris.
L’avènement de la Dynastie Ming ne chasse pas les concubines non-Han des Harems impériaux, et les premiers empereurs Ming, comme l'empereur Xuande, continuent de demander,,,,,,, et de recevoir des tributs humains prenant, entre autres, la forme de filles vierges provenant de divers peuples non Han vivant en Chine, de Mongolie, de Corée, d'Annam, du Cambodge, d'Asie centrale, du Siam, du Champa et d'Okinawa,,,,,,,. En agissant ainsi, les Ming reproduisent donc ce que faisaient les empereurs de la précédente dynastie.
Les concubines d'origine étrangère peuvent aussi être des "butins de guerre" provenant d'un pillage, mais cela est plus rare et pas forcément bien vu. Ainsi, Zhu Shuang (zh) (朱樉), le Prince Min de Qin (秦愍王) a fait castrer des garçons et capturer des femmes après une guerre contre des minorités ethniques tibétaines, ce qui lui a valu d'être réprimandé,,,.
Certains empereurs avaient des préférences particulières concernant les origines ethniques de leurs épouses. Ainsi, l’empereur Zhengde avait une préférences pour les femmes originaires d’Asie centrale, et plus particulièrement celles d'origine ouïghour et mongole,. L'empereur Xuande, par contre, avait un penchant pour les femmes d'origine coréenne,,, tout comme son grand-père, l'empereur Yongle, avant lui.
Même après la chute de la dynastie Ming, les mariages de dirigeants chinois avec des épouses d'origine non-han continuent, non sans arrière-pensées politiques. Après la seconde invasion de la Corée par les Mandchous, le royaume de Joseon fut contraint de donner plusieurs de ses princesses royales comme concubines au prince-régent Dorgon de la dynastie Qing,,,. C'est ainsi qu'en 1650, Dorgon épousa la princesse coréenne Uisun, une parente éloignée du roi que ce dernier avait adoptée et qui avait reçu le titre de princesse royale pour pouvoir être mariée à Dorgon. La cour de Joseon a révoqué le titre et les privilèges royaux de la princesse Uisun après la mort de Dorgon,.

## Période pré-impériale
Au début de l'histoire de la Chine, il existe une classe de consorts appelée (媵; yìng). Ces Ying étaient des femmes qui, lors d'un mariage, étaient amenées par la famille de la mariée en guise de dot. Ces Ying peuvent être de la famille de la promise (sœurs, cousines), ou peuvent venir d'un autre pays, sans être nécessairement d'une autre ethnie.
Il est intéressant de noter que pendant la dynastie Shang, il y a eu des périodes où deux impératrices régnaient en même temps.
L'ouvrage Les Rites des Zhou, qui est intégré au texte du Classique des rites, contient une description assez détaillée d'un système impérial de classement des consorts datant de la dynastie Zhou. Cependant, ce livre n'est pas une source fiable, car ses origines, son authenticité et sa fiabilité font débat au sein des historiens depuis longtemps. En effet, à la fin du XIXe siècle et au début du XXe, la plupart des historiens considèrent que ce livre est un faux créé par Liu Xin, suivant en cela l'avis de Kang Youwei. Il faut tout de même noter que certains continuent à dater ce livre de la période des Zhou occidentaux, tandis que la majorité des historiens se sont rangés à l'avis de Qian Mu et Gu Jiegang, et considèrent qu'il s'agit d'une œuvre rédigée aux environs du IIIe siècle av. J.C. De son côté, Yu Yingshi plaide en faveur d'une rédaction datant de la fin de la Période des Royaumes combattants, une datation qu'il a établie sur la base d'une comparaison des titres du texte avec les inscriptions en bronze existantes, ainsi que sur les connaissances calendaires implicites dans le travail,,. Dans cette optique, le mot "Zhou" dans le titre fait référence non pas aux Zhou occidentaux mais à l'État royal de Zhou de la Période des Royaumes combattants; c'est-à-dire la petite zone encore directement sous le contrôle du roi autour de sa capitale.
Tout ceci fait que les érudits modernes voient ce texte comme une représentation fictive, basée sur une vision utopique de la société. Le système exposé dans cet ouvrage de littérature ne peut donc pas être pris au pied de la lettre. Il offre plutôt un aperçu approximatif de l'intérieur du harem royal tel qu'il était à l'époque de la rédaction des rites.

### Les Rangs pour les Rois
Selon le Rites des Zhou , les rois peuvent avoir au maximum:
1. Une Reine(后; hòu)
2. Trois (夫人; fū rén)
3. Neuf (嬪; pín)
4. Vingt-sept (世婦; shì fù)
5. Quatre-vingt une (御妻; yù qī)

Ce qui fait un total de 121 épouses réparties entre cinq rangs différents.

### Les Rangs pour les Autres
Selon les Rites des Zhou, les Seigneurs féodaux ont droit à neuf épouses au total, et ne peuvent se remarier après avoir eu neuf épouses, ce qui fait une femme et huit consorts. Pour les autres officiers, ils ont droit à une épouse et une consort. Pour les citoyens ordinaires, une seule épouse est autorisée.

## État de Qin/Dynastie Qin
Ce système de rang est mis en place pendant le règne du roi Huiwen et est maintenu après la réunification de la Chine par Qin Shi Huang:
1. une Reine (王后; wáng hòu). Ce rang est transformé en Impératrice (皇后; huáng hòu) pendant le règne de Shi Huang
2. (夫人; fū rén)
3. (美人; měi rén)
4. (良人; liáng rén)
5. (八子; bā zi)
6. (七子; qī zi)
7. (長使; zhǎng shǐ)
8. (少使; shǎo shǐ)

## Dynastie Han

### Han occidentaux
Durant le règne de Han Gaozu:
1. une Impératrice (皇后; huáng hòu)
2. (夫人; fū rén)

Après sa mort:
1. une Impératrice (皇后; huáng hòu)
2. (夫人; fū rén)
3. (美人; měi rén)
4. (良人; liáng rén)
5. (八子; bā zi)
6. (七子; qī zi)
7. (長使; zhǎng shǐ)
8. (少使; shǎo shǐ)

À partir du règne de Han Yuandi :
1. une Impératrice (皇后; huáng hòu)
2. (昭儀; zhāo yí)
3. (婕妤; jié yú), rang créé par l'empereur Han Wudi
4. (娙娥; xíng é), rang créé par l'empereur Han Wudi
5. (容華; róng huá), rang créé par l'empereur Han Wudi
6. (充衣; chōng yī), rang créé par l'empereur Han Wudi
7. (美人; měi rén)
8. (良人; liáng rén)
9. (八子; bā zi)
10. (七子; qī zi)
11. (長使; zhǎng shǐ)
12. (少使; shǎo shǐ)
13. (五官; wǔ guān)
14. (順常; shùn cháng)
15. (舞涓; wǔ juān), (共和; gòng hé), (娛靈; yú líng), (保林; bǎo lín), (良使; liáng shǐ), (夜者; yè zhě)

L'épouse principale du Prince héritier est appelée (妃; fēi). Il existe également un système de sous-classement pour les concubines du Prince, qui s'appelaient (良娣; liáng dì) et (孺人; rú rén). Les épouses principales des petits-enfants de l'Empereur sont appelées (夫人; fū rén) et leurs concubines n'ont pas de titres particuliers. Elles sont simplement appelées (家人子;  jiā rén zǐ).

### Han orientaux
1. une Impératrice (皇后; huáng hòu)
2. (貴人; guì rén)
3. (美人; měi rén)
4. (宮人; gōng rén)
5. (才女; cǎi nǚ)

Aucune limite n'a été fixée pour le nombre de ces consorts, ce qui a abouti à une situation où plus de 20 000 femmes vivaient dans le palais sous les règnes des Empereurs Han Huandi et Han Lingdi.

## Trois Royaumes

### Wei
Pendant le règne de Cao Cao:
1. Une reine (王后; wáng hòu)
2. (夫人; fū rén)
3. (昭儀; zhāo yí)
4. (婕妤; jié yú)
5. (容華; róng huá)
6. (美人; měi rén)

Pendant le règne de Cao Pi :
1. Une Impératrice (皇后; huáng hòu)
2. (夫人; fū rén)
3. (貴嬪; guì pín)
4. (淑媛; shū yuàn)
5. (昭儀; zhāo yí)
6. (修容; xiū róng)
7. (婕妤; jié yú)
8. (容華; róng huá)
9. (順成; shùn chéng)
10. (美人; měi rén)
11. (良人; liáng rén)

Pendant le règne de Cao Rui:
1. Une Impératrice (皇后; huáng hòu)
2. (夫人; fū rén)
3. (貴嬪; guì pín)
4. (淑妃; shū fēi)
5. (淑媛; shū yuàn)
6. (昭儀; zhāo yí)
7. (昭華; zhāo huá)
8. (修容; xiū róng)
9. (修儀; xiū yí)
10. (婕妤; jié yú)
11. (傛華; yǒng huá)
12. (美人; měi rén)
13. (良人; liáng rén)
14. (鹺人; cuó rén)

### Wu
(a compléter)

### Shu
(a compléter)

## Jin
Le système de rangs de la dynastie Jin est basé sur ceux du royaume de Wei et de la Dynastie Han :
1. Une Impératrice (皇后; huáng hòu)
2. Trois (夫人; fū rén), avec les sous-rangs suivants:
  1. (貴嬪; guì pín)
  2. (夫人; fū rén)
  3. (貴人; guì rén)
3. Neuf (嬪; pín), avec les sous-rangs suivants:
  1. (淑妃; shū fēi)
  2. (淑媛; shū yuàn)
  3. (淑儀; shū yí)
  4. (修華; xiū huá)
  5. (修容; xiū róng)
  6. (修儀; xiū yí)
  7. (婕妤; jié yú)
  8. (容華; róng huá)
  9. (充華; chōng huá)
4. (美人; měi rén)
5. (才人; cái rén)
6. (中才人; zhōng cái rén)

## Dynasties du Nord et du Sud

### Song du Sud
1. Une Impératrice (皇后; huáng hòu)
2. Trois (夫人; fū rén), avec les sous-rangs suivants:
  1. (貴嬪; guì pín)
  2. (夫人; fū rén)
  3. (貴人; guì rén)
3. Neuf (嬪; pín), avec les sous-rangs suivants:
  1. (淑妃; shū fēi)
  2. (淑媛; shū yuàn)
  3. (淑儀; shū yí)
  4. (修華; xiū huá)
  5. (修容; xiū róng)
  6. (修儀; xiū yí)
  7. (婕妤; jié yú)
  8. (傛華; yǒng huá)
  9. (充華; chōng huá)
4. (美人; měi rén)

À partir de 456, durant le règne de l'empereur Xiaowudi :
1. Une Impératrice (皇后; huáng hòu)
2. Trois (夫人; fū rén), avec les sous-rangs suivants:
  1. (貴妃; guì fēi)
  2. (貴嬪; guì pín)
  3. (貴人; guì rén)
3. Neuf (嬪; pín), avec les sous-rangs suivants:
  1. (淑妃; shū fēi)
  2. (淑媛; shū yuàn)
  3. (淑儀; shū yí)
  4. (昭儀; zhāo yí)
  5. (昭容; zhāo róng)
  6. (昭華; zhāo huá)
  7. (婕妤; jié yú)
  8. (容華; róng huá)
  9. (充華; chōng huá)
4. (美人; měi rén)
5. (中才人; zhōng cái rén)
6. (充衣; chōng yī)

À partir du règne de l'empereur Mingdi :
1. Une Impératrice (皇后; huáng hòu)
2. Trois (夫人; fū rén), avec les sous-rangs suivants:
  1. (貴妃; guì fēi)
  2. (貴嬪; guì pín)
  3. (貴姬; guì jī)
3. Neuf (嬪; pín), avec les sous-rangs suivants:
  1. (淑媛; shū yuàn)
  2. (淑儀; shū yí)
  3. (淑容; shū róng)
  4. (昭華; zhāo huá)
  5. (昭儀; zhāo yí)
  6. (昭容; zhāo róng)
  7. (修華; xiū huá)
  8. (修儀; xiū yí)
  9. (修容; xiū róng)
4. Cinq (職; zhí), avec les sous-rangs suivants:
  1. (婕妤; jié yú)
  2. (容華; róng huá)
  3. (充華; chōng huá)
  4. (承徽; chéng huī)
  5. (列榮; liè róng)
5. (美人; měi rén)
6. (中才人; zhōng cái rén)
7. (才人; cái rén)
8. (良人; liáng rén)
9. (充衣; chōng yī)

### Qi du Sud
En 479, lorsque l'Empereur Gaodi prend le pouvoir et fonde la dynastie Qi, le Ministre pour les Cérémonies (禮司) a demandé à l'Empereur de mettre en place un nouveau système de rangs. Gaodi a accédé à sa requête et le système suivant a été établi :
1. Une impératrice (皇后; huáng hòu)
2. Trois (夫人; fū rén), avec les sous-rangs suivants:
  1. (貴嬪; guì pín)
  2. (夫人; fū rén)
  3. (貴人; guì rén)
3. Neuf (嬪; pín), avec les sous-rangs suivants:
  1. (修華; xiū huá)
  2. (修儀; xiū yí)
  3. (修容; xiū róng)
  4. (淑妃; shū fēi)
  5. (淑媛; shū yuàn)
  6. (淑儀; shū yí)
  7. (婕妤; jié yú)
  8. (容華; róng huá)
  9. (充華; chōng huá)
4. (美人; měi rén)
5. (中才人; zhōng cái rén)
6. (才人; cái rén)

En 481, le système de rangs suivant est établi pour les épouses du Prince Héritier:
1. (良娣; liáng dì)
2. (保林; bǎo lín)
3. (才人; cái rén)

En 483, lorsque l'empereur Wudi monte sur le trône, le Ministre pour les Cérémonies (禮司) a demandé à l'Empereur d'étendre le système, ce que ce dernier a accepté. Le rang de (貴妃; guì fēi) a été transformé pour devenir une catégorie à part entière, avec les sous-rangs suivants :
1. (貴妃; guì fēi)
2. (淑妃; shū fēi)

En termes de rangs, cette nouvelle catégorie se trouve juste en dessous de l'Impératrice. En 489, le système de rangs est à nouveau modifié avec la création du rang de (昭容; zhāo róng) pour remplir le vide qui avait été créé lorsque le rang de (淑妃; shū fēi) a été également transformé en une nouvelle catégorie.

### Liang
Durant le règne de l'Empereur Wudi :
1. Une impératrice (皇后; huáng hòu)
2. 3 (夫人; fū rén), avec les sous-rangs suivants:
  1. (貴妃; guì fēi)
  2. (貴嬪; guì pín)
  3. (貴姬; guì jī)
3. 9 (嬪; pín), avec les sous-rangs suivants:
  1. (淑媛; shū yuàn)
  2. (淑儀; shū yí)
  3. (淑容; shū róng)
  4. (昭華; zhāo huá)
  5. (昭容; zhāo róng)
  6. (昭儀; zhāo yí)
  7. (修華; xiū huá)
  8. (修儀; xiū yí)
  9. (修容; xiū róng)
4. 5 (職; zhí), avec les sous-rangs suivants:
  1. (婕妤; jié yú)
  2. (容華; róng huá)
  3. (充華; chōng huá)
  4. (承徽; chéng huī)
  5. (列榮; liè róng)
5. (美人; měi rén)
6. (良人; liáng rén)
7. (才人; cái rén)

Pour les épouses du Prince Héritier:
1. (良娣; liáng dì)
2. (保林; bǎo lín)

### Chen
Initialement, sous le règne de Wudi, aucun système de classement par rangs spécifiques pour les épouses n'est mis en place, en raison du désir de l'Empereur de vivre une vie simple. C'est seulement durant le règne de l'empereur Wendi que le système de rangs suivant a vu le jour.:
1. une Impératrice (皇后; huáng hòu)
2. Trois (夫人; fū rén), avec les sous-rangs suivants:
  1. (貴妃; guì fēi)
  2. (貴嬪; guì pín)
  3. (貴姬; guì jī)
3. Neuf (嬪; pín), avec les sous-rangs suivants:
  1. (淑媛; shū yuàn)
  2. (淑儀; shū yí)
  3. (淑容; shū róng)
  4. (昭華; zhāo huá)
  5. (昭容; zhāo róng)
  6. (昭儀; zhāo yí)
  7. (修華; xiū huá)
  8. (修儀; xiū yí)
  9. (修容; xiū róng)
4. Cinq (職; zhí), avec les sous-rangs suivants:
  1. (婕妤; jié yú)
  2. (容華; róng huá)
  3. (充華; chōng huá)
  4. (承徽; chéng huī)
  5. (列榮; liè róng)
5. (美人; měi rén)
6. (才人; cái rén)
7. (良人; liáng rén)

### Wei du Nord
Durant le règne de l'empereur Daowudi, le système de classement par rangs des épouses impériales est très simple, car il n'existe qu'un seul rang, celui de (夫人; fū rén). Mais cette apparente simplicité n’empêche pas l'existence d'une hiérarchie informelle entre les épouses. C'est pendant le règne de l'empereur Taiwudi que cette hiérarchie est formalisée par la mise en place du système de rangs suivant:
1. Une Impératrice (皇后; huáng hòu)
2. (左昭儀; zuǒ zhāo yí), (右昭儀; yòu zhāo yí)
3. (貴人; guì rén)
4. (椒房; jiāo fáng)
5. (中式; zhōng shì)

Pendant la période de sinification de la dynastie de Wei du Nord, l'empereur Xiaowendi réforme le système de rang des épouses en instaurant la hiérarchie suivante :
1. Une Impératrice (皇后; huáng hòu)
2. (左昭儀; zuǒ zhāo yí), (右昭儀; yòu zhāo yí)
3. 3 (夫人; fū rén)
4. (三嬪; sān pín)
5. (六嬪; (liù pín)
6. (世婦; shì fù)
7. (御妻; yù qī)

### Qi du Nord
Au début, il n'y a que trois rangs pour les consorts : (夫人; fū rén), (嬪; pín), et (禦; yù). Cependant, lorsque l'empereur Wuchengdi monte sur le trône, un système de rangs plus sophistiqué que tous ceux qui l'ont précédé est promulgué :
1. Une Impératrice (皇后; huáng hòu)
2. Une (左娥英; zuǒ é yīng), Une (右娥英; yòu é yīng)
3. Une (淑妃; shū fēi)
4. Une (左昭儀; zuǒ zhāo yí), Une (右昭儀; yòu zhāo yí)
5. Trois (夫人; fū rén), avec les sous-rangs suivants:
  1. (弘德; hóng dé)
  2. (正德; zhèng dé)
  3. (崇德; chóng dé)
6. (上嬪; shàng pín), avec les sous-rangs suivants:
  1. (隆徽; lóng huī)
  2. (光猷; guāng yóu)
  3. (昭訓; zhāo xùn)
7. (下嬪; xià pín), avec les sous-rangs suivants:
  1. (宣徽; xuān huī)
  2. (宣明; xuān míng)
  3. (凝暉; níng huī)
  4. (凝華; níng huá)
  5. (順華; shùn huá)
  6. (光訓; guāng xùn)
8. vingt-sept (世婦; shì fù)
9. (才人; cái rén)
10. (採女; cǎi nǚ)

### Zhou du Nord
1. Trois (夫人; fū rén), qui deviennent plus trad trois (妃; fēi)
  1. (貴妃; guì fēi)
  2. (長貴妃; zhǎng guì fēi)
  3. (德妃; dé fēi)
2. trois (㚤; yì)
3. six (嬪; pín), avec les sous-rangs suivants:
  1. (昭化; zhāo huà)
4. (禦媛; yù yuàn), avec les sous-rangs suivants:
  1. (上媛; shàng yuàn)
  2. (中媛; zhōng yuàn)
  3. (下媛; xià yuàn)
5. (禦婉; yù wǎn), avec les sous-rangs suivants:
  1. (上婉; shàng wǎn)
  2. (中婉; zhōng wǎn)
  3. (下婉; xià wǎn)

Durant le règne de l'empereur Xuandi, cinq épouses reçoivent en même temps le rang d'Impératrice, ce qui n'était jamais arrivé dans l'histoire de la Chine :
1. Yang Lihua, Première Grande Impératrice du Ciel (天元大皇后 楊麗華)
2. Zhu Manyue, Grande Impératrice du Ciel (天大皇后 朱滿月)
3. Chen Yueyi, Grande Impératrice Centrale du Ciel (天中大皇后 陳月儀)
4. Yuchi Chifan, Grande Impératrice Gauche du Ciel (天左大皇后 尉遲熾繁)
5. Yuan Leshang, Grande Impératrice Droite du Ciel (天右大皇后 元樂尚)

De plus, il y avait un nombre incalculable d'épouses dans le harem.

## Sui
Au début de la dynastie, il existe un système simple de classement des consorts impériaux :
1. Impératrice (皇后; huáng hòu)
2. Concubine Impériale (嬪; pín)
3. Neuf (世婦; shì fù)
4. Trente Huit (禦女; yù nǚ)

Il existe également un système portant le nom de (女官; nǚ guān) pour gérer les cérémonies dans le harem. Il est basé sur des systèmes similaires ayant existé dans le passé.
Après la mort de l'impératrice Dugu, l'empereur Sui Wendi rajoute les rangs de consorts suivant:
1. Une Impératrice (皇后; huáng hòu)
2. Trois (貴人; guì rén)
3. Neuf (嬪; pín)
4. Vingt Sept (世婦; shì fù)
5. Quatre-Vingt Une (禦女; yù nǚ)

Pendant le règne de l'empereur Sui Yangdi, le système de rangs est une nouvelle fois modifié et agrandi, sur la base des systèmes du passé. Finalement, on obtient les rangs suivants :
1. Une Impératrice (皇后; huáng hòu)
2. Trois (夫人; fū rén), avec les sous-rangs suivants:
  1. (貴妃; guì fēi)
  2. (淑妃; shū fēi)
  3. (德妃; dé fēi)
3. Neuf (嬪; pín), avec les sous-rangs suivants:
  1. (順儀; shùn yí)
  2. (順容; shùn róng)
  3. (順華; shùn huá)
  4. (修儀; xiū yí)
  5. (修容; xiū róng)
  6. (修華; xiū huá)
  7. (充衣; chōng yī)
  8. (充容; chōng róng)
  9. (充華; chōng huá)
4. Douze (婕妤; jié yú)
5. Quinze (世婦; shì fù), avec les sous-rangs suivants:
  1. Beauté (美人; měi rén)
  2. Régulier(才人; cái rén)
6. Vingt Quatre (寶林; bǎolín)
7. Vingt Quatre (禦女; yù nǚ)
8. Trente Sept (採女; cǎi nǚ)

## Tang
Sous les premiers empereurs Tang, le système de rangs est le suivant :
1. Une Impératrice (皇后; huáng hòu)
2. Quatre (夫人; fū rén), avec les sous-rangs suivants:
  1. (貴妃; guì fēi)
  2. (淑妃; shū fēi)
  3. (德妃; dé fēi)
  4. (賢妃; xián fēi)
3. Neuf (嬪; pín), avec les sous-rangs suivants:
  1. (昭儀; zhāo yí)
  2. (昭容; zhāo róng)
  3. (昭媛; zhāo yuàn)
  4. (修儀; xiū yí)
  5. (修容; xiū róng)
  6. (修媛; xiū yuàn)
  7. (充衣; chōng yī)
  8. (充容; chōng róng)
  9. (充媛; chōng yuàn)
4. neuf (婕妤; jié yú)
5. neuf (美人; měi rén)
6. neuf (才人; cái rén)
7. vingt-sept (寶林; bǎo lín)
8. vingt-sept (禦女; yù nǚ)
9. vingt-sept (採女; cǎi nǚ)

Pendant le règne de Tang Gaozong, le système de rangs est modifié comme suit :
1. Une Impératrice (皇后; huáng hòu)
2. Quatre (夫人; fū rén), avec les sous-rangs suivants:
  1. (貴妃; guì fēi)
  2. (淑妃; shū fēi)
  3. (德妃; dé fēi)
  4. (賢妃; xián fēi)
3. Neuf (嬪; pín), avec les sous-rangs suivants:
  1. (昭儀; zhāo yí)
  2. (昭容; zhāo róng)
  3. (昭媛; zhāo yuàn)
  4. (修儀; xiū yí)
  5. (修容; xiū róng)
  6. (修媛; xiū yuàn)
  7. (充衣; chōng yī)
  8. (充容; chōng róng)
  9. (充媛; chōng yuàn)
4. Neuf (婕妤; jié yú)
5. Neuf (美人; měi rén)
6. Neuf (才人; cái rén)

Pendant le règne de Tang Xuanzong, le système de rangs est modifié comme suit :
1. Une Impératrice (皇后; huáng hòu)
2. Une (惠妃; huì fēi), Une (麗妃; lì fēi), Une (華妃; huá fēi)
3. Six (儀; yí), avec les sous-rangs suivants:
  1. (淑儀; shū yí)
  2. (德儀; dé yí)
  3. (賢儀; xián yí)
  4. (順儀; shùn yí)
  5. (婉儀; wǎn yí)
  6. (芳儀; fāng yí)
4. quatre (美人; měi rén)
5. sept (才人; cái rén)

L'épouse principale du Prince Héritier est la Princesse Héritière (太子妃; tài zǐ fēi), un titre qui est détenu par une seule personne à la fois. Il y a cinq autres rangs de consorts pour le Prince:
1. Deux (良娣; liáng dì)
2. Six (良媛; liáng yuàn)
3. Dix (承徽; chéng huī)
4. Seize (昭訓; zhāo xùn)
5. Vingt Quatre (奉儀; fèng yí)

## Période des Cinq Dynasties et des Dix Royaumes
Pendant cette période, l'instabilité politique au sein des Dynasties et des Royaumes est très importante et, par conséquent, il est difficile pour les chercheurs modernes d'obtenir des informations fiables sur les systèmes de rang des épouses impériales en place à cette époque.
Cependant, on sait que les Tang postérieurs utilisait le système suivant :
1. (昭容; zhāo róng)
2. (昭儀; zhāo yí)
3. (昭媛; zhāo yuàn)
4. (出使; chū shǐ)
5. (禦正; yù zhèng)
6. (侍眞; shì zhēn)
7. (懿才; yì cái)
8. (咸一; xián yī)
9. (瑤芳; yáo fāng)
10. (懿德; yì dé)
11. (宣一; xuān yī)

On ne sait pas s'il existait des limites par rapport au nombre d'épouses pouvant détenir tel ou tel titre.

## DynastiesLiao,SongetJin

### Liao
(a compléter)

### Song
1. Une Impératrice (皇后; huáng hòu)
2. Quatre (妃; fēi), avec les sous-rangs suivants:
  1. (貴妃; guì fēi)
  2. (淑妃; shū fēi)
  3. (德妃; dé fēi)
  4. (賢妃; xián fēi)
  5. (宸妃; chén fēi) (rang créé par Song Renzong)
3. (嬪; pín), avec les sous-rangs suivants:
  1. (太儀; tài yí)
  2. (貴儀; guì yí)
  3. (妃儀; fēi yí)
  4. (淑儀; shū yí)
  5. (婉儀; wǎn yí)
  6. (順儀; shùn yí)
  7. (順容; shùn róng)
  8. (淑容; shū róng)
  9. (婉容; wǎn róng)
  10. (昭儀; zhāo yí)
  11. (昭容; zhāo róng)
  12. (昭媛; zhāo yuàn)
  13. (修儀; xiū yí)
  14. (修容; xiū róng)
  15. (修媛; xiū yuàn)
  16. (充衣; chōng yī)
  17. (充容; chōng róng)
  18. (充媛; chōng yuàn)
4. (婕妤; jié yú)
5. (美人; měi rén)
6. (才人; cái rén)
7. (貴人; guì rén) (rang créé par Song Zhenzong)

### Jin
(a compléter)

## Yuan
Le système de rang de cette dynastie est le plus simple de tous, car il ne comprend que les rangs d'Impératrice, Consort et Concubine. S'il ne peut y avoir qu'une seule impératrice, aucune limite n'est fixée quant au nombre de personnes pouvant porter les autres titres.
Bien que le nombre de rangs soit peu élevé, il existe un sous-système de classement par prestige à l'intérieur du harem des Yuan. La tente (chinois : 宮帳, traduit du mongol : 斡兒垜) dans laquelle vit une consort détermine souvent son statut. Ces tentes contiennent souvent plusieurs Impératrices, Consorts et Concubines Impériales. Dans les nombreuses tentes qui existaient, la première Impératrice de la première tente est considérée comme la consort le plus prestigieuse.

## Ming
Le système de rang de cette dynastie est simple, avec cinq titres couramment utilisés:
1. Une Impératrice (皇后; huáng hòu)
2. Noble épouse impériale (皇貴妃; huáng guì fēi)
3. Noble épouse (貴妃; guì fēi)
4. épouse (妃; fēi)
5. Concubine (嬪; pín)

Parmi les autres titres connus, on trouve:
1. (婕妤; jié yú)
2. (昭儀; zhāo yí)
3. (昭容; zhāo róng)
4. (貴人; guì rén)
5. (美人; měi rén)

Pour les épouses du Prince Héritier, les rangs sont les suivants:
1. Une princesse héritière (太子妃; tài zǐ fēi)
2. (才人; cái rén)
3. (選侍; xuǎn shì)
4. (淑女; shū nǚ)

## Qing

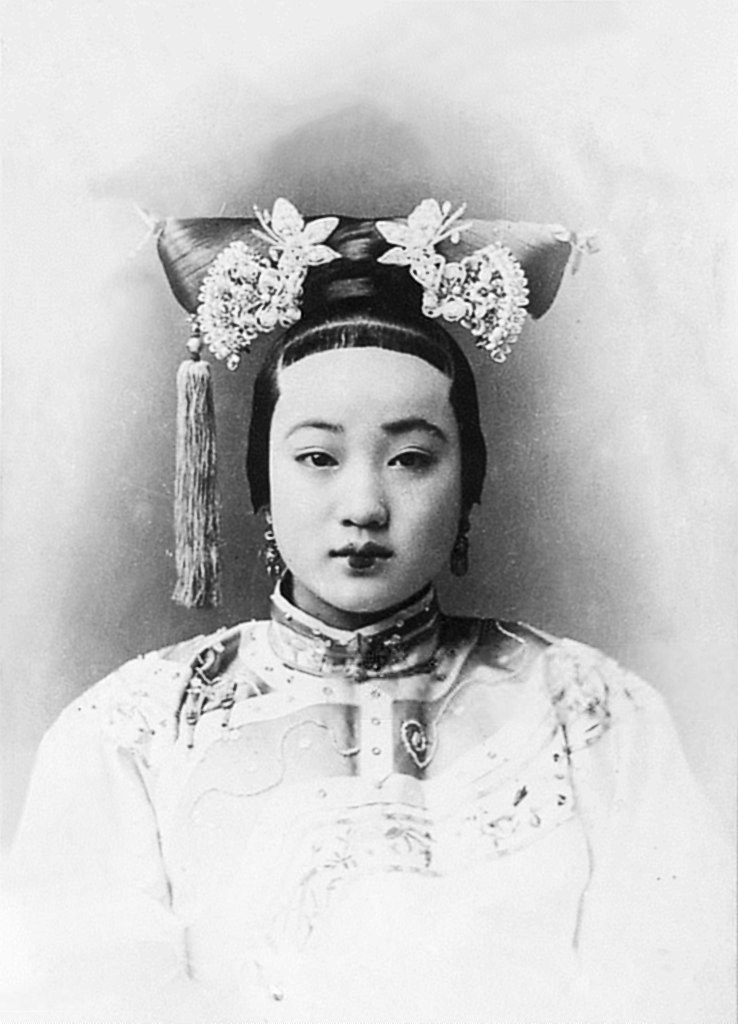
La Noble épouse impériale Keshun, plus connue comme étant la Consort Zhen ou sous son surnom de Concubine de Perle. Elle était une des deux consorts de l'empereur Guangxu.

Ce système est l'un des plus simples de l'histoire de la Chine. Officiellement, il y a huit rangs :
1. Une Impératrice (皇后; huáng hòu)
2. Noble épouse impériale (皇貴妃; huáng guì fēi)
3. Noble épouse (貴妃; guì fēi)
4. Épouse (妃; fēi)
5. Concubine (嬪; pín)
6. Noble Dame (貴人; guì rén)
7. Préposée (常在; cháng zài)
8. (答應; dā yìng)
9. (官女子; guān nǘ zǐ), généralement accordé à des servantes que l'empereur a aimées et qui l'accompagnent. Ce titre ne s'accompagne d'aucune reconnaissance officielle et ne fait pas non plus partie du système de rangs des épouses impériales.

Une impératrice qui a vécu pendant les règnes d'au moins deux empereurs successifs reçoit le titre d'Impératrice Douairière (皇太后; huáng tài hòu) si c'est le fils de son mari qui devient empereur, ou celui de Grande Impératrice Douairière (太皇太后; tài huáng tài hòu) si c'est son petit-fils qui devient empereur. Si une épouse n'a jamais eu le rang d'impératrice pendant le règne de son mari, mais que son fils devient empereur, on l’appelle la Sainte Mère, l'Impératrice Douairière (聖母皇太后; shèng mǔ huáng tài hòu) et on lui rend hommage en lui donnant le titre d'impératrice à titre posthume. D'autre part, si une épouse a le rang d'impératrice mais n'a pas de fils, ou si son fils ne monte pas sur le trône, elle serait honorée comme Mère Impératrice, Impératrice Douairière (母后皇太后; mǔ hòu huáng tài hòu) et est officiellement honorée comme Impératrice.
Les préfixes Douairière (皇考; huáng kǎo) ou Grande Douairière (皇祖; huáng zǔ) sont parfois ajoutés au titre d'une épouse ayant rang de Noble Épouse Impériale, ou un rang moindre, si elle était l'épouse du père ou du grand-père de l'empereur régnant.
Le système est solide, mais comme il ne s'accompagne d'aucune limite maximum en termes de nombre d'épouses par rang, en dehors de celui d'impératrice, le nombre réel d'épouses qu'un empereur Qing avait pouvait varier grandement. C'est l'empereur Kangxi qui détient le record du plus grand nombre d'épouses avec 79, tandis que c'est l'empereur Guangxu détient celui du plus petit nombre d'épouses, avec une impératrice et deux Nobles épouses Impériales, soit trois épouses en tout.
La tradition du classement des concubines a pris fin lorsque la dynastie Qing a été renversée. Cependant, la pratique consistant à donner un rang aux compagnes des personnes qui ont "officieusement" plus d'une femme est encore largement répandue. De plus, le terme (夫人; fū rén) est encore utilisé en Chine, quoique rarement et seulement dans un cadre très formel, comme titre honorifique que l'on donne à l'épouse d'une autre personne.